# Jorge Villegas
Jorge Villegas (San Luis, 9 de enero de 1979), pelotari de Argentina; actualmente Director del Centro de Alto Rendimiento Deportivo (CARD) de San Luis, Vicepresidente 1° del  PARTIDO TODOS UNIDOS y Presidente del Consejo ejecutivo de La Punta; un icono de pelota paleta Argentino. Es una figura prominente en el Mundo de la Pelota Paleta, oriundo de la Provincia de San Luis.
Jugador de pelota en frontón y trinquete, comenzó a jugar a los 7 años de edad ganando varios torneos infantiles y juveniles de San Luis. Es reconocido por su destacada trayectoria y sus múltiples éxitos a nivel nacional e internacional. Especialista en Pelota Paleta, Jorge ha alcanzado la Gloria Mundial en los Campeonatos Mundiales de Pelota Vasca, donde conquisto 5 medallas de oro.       Su impacto en el deporte ha sido ampliamente reconocido en Argentina.
En 2010, fue galardonado con el Premio Konex como deportista destacado de la década. Ha recibido el prestigioso Premio Olimpia de Plata en 2007, 2009 y 2011, siendo nombrado dentro de los 5 deportista más destacado de la Argentina durante esos años.                                                                                                        Campeón Panamericano 2011 siendo una de las figuras en Guadalajara México 2011.
Jorge Villegas forma parte de una dinastía deportiva conocida como "Los Villegas" junto a sus Hermanos Gabriel Villegas y Alfredo Villegas, también destacados Pelotaris. Juntos, han representado a la Provincia de San Luis dominando la disciplina pelota paleta Nacional al consagrarse Campeones consecutivos entre 2002 y 2014 invictos.

## Logros Deportivos

### Logros Internacionales
- 1997 Medalla de Oro - Campeonato Mundial de Pelota en trinquete, sub-22, Arnedo, España
- 1998 Medalla de Oro - Campeonato Mundial de Pelota en trinquete, categoría Mayores, Distrito Federal, México
- 2000 Medalla de Bronce - Campeonato Mundial de Pelota Cuero en frontón sub.-22, Sant Denis, Reunión, Colonia Francesa
- 2004 Medalla de Plata - Torneo Del Jamón, Pelota Cuero en trinquete, Pamplona, España
- 2004 Medalla de Bronce - Copa del Mundo de Pelota Cuero en trinquete, Bayona, Francia
- 2004 Medalla de Oro - Campeonato Internacional de la Confederación, Pelota Cuero en trinquete, Capital Federal
- 2005 Medalla de Oro - Open de París, Pelota Cuero en trinquete, París, Francia
- 2006 Medalla de Oro - Campeonato Mundial de pelota de cuero en trinquete México
- 2008 Medalla de Oro - IV Copa del Mundo. - Cuba. (La Habana)
- 2009 Medalla de Oro - Campeonato Internacional de Venado Tuerto (Santa Fe) Palita Española (pelota cuero). Trinquete
- 2009 Medalla de Oro - Campeonato Internacional de Venado Tuerto (Santa Fe) Pelota Argentina (pelota goma). Trinquete
- 2010 Medalla de Oro - Campeonato Mundial en PAU (Francia) Trinquete. - Goma Argentina
- 2010 Medalla de Oro - Campeonato Internacional de Venado Tuerto (Santa Fe) Palita Española
- 2011 Medalla de Oro - Panamericano Guadalajara - México [4]Palita Española
- 2012 Medalla de Oro - Open Internacional San Luis - Argentina Trinquete – Goma Argentina
- 2012 Medalla de Oro - Open Internacional San Luis – Argentina Palita Española
- 2013 Medalla de Plata - Open Internacional Paris – Francia Trinquete – Goma Argentina
- 2014 Medalla de Oro - Open Internacional San Luis – Argentina Palita Español

### Logros Nacionales
- 1991 Campeón - Campeonato Argentino de Pelota, categoría Pre infantil en trinquete, Comodoro Rivadavia
- 1993 Campeón - Campeonato Argentino de Pelota, categoría infantil en trinquete, Rosario, Santa Fe
- 1994 Campeón - Campeonato Argentino de Pelota, categoría infantil en trinquete, Santa fe (Capital)
- 1995 Campeón - Campeonato Argentino de Pelota, Categorías Menores, en trinquete, San Luis (Capital)
- 1996 Campeón - Campeonato Argentino de Pelota, Categoría Menores en trinquete, Santa Rosa, La Pampa
- 1997 Campeón - Campeonato Argentino de Pelota, categoría juvenil en trinquete, San Rafael, Mendoza
- 1999 Campeón - Campeonato Argentino de Pelota, categoría juvenil en trinquete, San Luis (Capital)
- 2001 Campeón - Campeonato De Master de Pelota en trinquete, en la ciudad de Venado Tuerto, Santa Fe
- 2002 Campeón - Campeonato Argentino de Pelota, categoría mayor en trinquete, Córdoba (Capital)
- 2002 Campeón - Liga Metropolitana de Pelota, categoría 1ªA en trinquete, Club Progresista, Avellaneda, Capital Federal
- 2003 Campeón - Campeonato Argentino de Pelota, categoría mayor en trinquete, Venado Tuerto, Santa Fe
- 2003 Subcampeón - Liga Metropolitana de Pelota, categoría 1ªA en trinquete, Club Progresista, Avellaneda, Capital Federal
- 2003 Campeón - Campeón Metropolitano Capital Federal
- 2004 Campeón - Campeonato Argentino de la Categoría Superior 1º A Tucumán
- 2004 Campeón - Liga Metropolitana de Pelota, categoría 1ªA en trinquete, Club Asociación Universal, La Plata
- 2005 Campeón - Campeonato Metropolitano de la Categoría Superior 1º A
- 2005 Campeón - Campeonato Argentino de la Categoría Superior 1° A Gral. Roca
- 2005 Campeón - Subcampeón de la Provincia Buenos Aires de la Categoría Superior 1° A
- 2005 Subcampeón - Super Liga de la Categoría Superior 1° A
- 2006 Campeón - Campeonato Argentino de la Categoría Superior 1º A Santiago del Estero
- 2007 Campeón - Campeonato Argentino de la Categoría Superior 1º A -Trinquete (Rawson) Chubut
- 2008 Campeón - Campeonato Argentino de la Categoría Superior 1º A - Trinquete  (General Pico) La Pampa
- 2009 Campeón - Campeonato Argentino de la Categoría Superior 1º A - Trinquete (Venado Tuerto) Santa Fe
- 2009 Campeón - Campeonato Argentino de la Categoría Superior 1º A - Frontón (Bardero) Buenos Aires
- 2009 Subcampeón - Campeonato de la Provincia de Buenos Aires 1º A Trinquete (apertura)
- 2009 Campeón - Campeonato de la Provincia de Buenos Aires 1º A Trinquete (clausura)
- 2009 Campeón - Campeonato de la Provincia de Buenos Aires 1º A Trinquete (anual)
- 2009 Campeón - Campeonato de la Provincia de Buenos Aires 1º A Frontón (apertura)
- 2009 Campeón - Campeonato de la Provincia de Buenos Aires 1º A Frontón (clausura)
- 2009 Campeón - Campeonato de la Provincia de Buenos Aires 1º A Frontón (anual)
- 2009 Campeón - Campeonato Máster Súper 8 de Comodoro Rivadavia. Trinquete
- 2009 Campeón - Liga Argentina de Frontones (apertura)
- 2009 Campeón - Liga Argentina de Frontones (clausura)
- 2009 Campeón - Liga Argentina de Frontones (anual)
- 2010 Campeón - Campeonato de la Provincia de Buenos Aires 1° A Frontón. - Cuarto año consecutivo
- 2010 Campeón - Campeonato de la Provincia de Buenos Aires 1° A Trinquete
- 2010 Campeón - Campeonato Argentino de la Categoría Superior 1º A - (Gualeguaychú) Entre Ríos
- 2010 Campeón - Campeonato Máster en Rio Gallegos Trinquete
- 2012 Campeón - Campeonato Argentino Chascomús – Prov. De Buenos Aires Trinquete – Goma Argentina
- 2012 Campeón - Máster Elite San Luis - Argentina Trinquete – Goma Argentina
- 2013 Campeón - Máster Ramallo - Argentina Frontón – Goma Argentina
- 2013 Campeón - Campeonato Argentino de la Categoría Superior 1º A Rosario – Santa Fe Trinquete. - Goma Argentina
- 2013 Subcampeón - Campeonato Argentino Categoría Superior 1º A Ramallo - Argentina Frontón – Goma Argentina
- 2014 Campeón - Campeonato Argentino de la Categoría Superior 1º A Capital Federal Trinquete – Goma Argentina
- 2014 Campeón - 2º Máster Ramallo - Argentina Frontón – Goma Argentina
- 2014 Subcampeón - Máster Ferre - Buenos Aires - Argentina Frontón – Goma Argentina
- 2015 Campeón - Torneo Interprovincial de 1º A San Rafael - Mendoza Trinquete – Goma Argentina
- 2015 Campeón - Máster de Primera Categoría Mendoza Trinquete – Goma Argentina
- 2016 Campeón - Campeón del Master de Maestros. Benito Juárez, Bs As
- 2016 Campeón - Campeón Argentino Individual. Trinquete, Firmat Santa Fe

## Distinciones

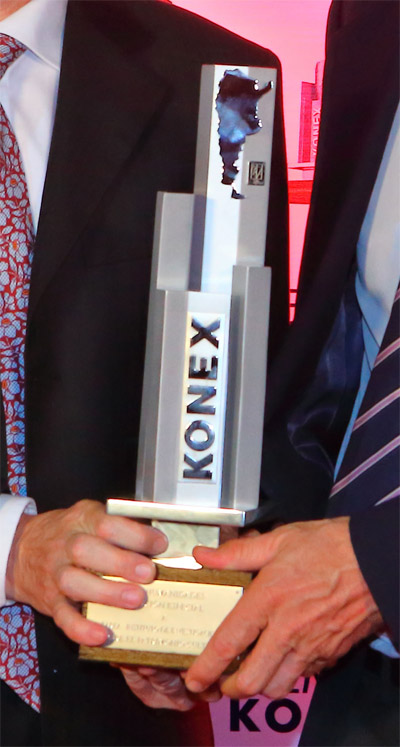

### Premios
- 1999 - Mejor Deportista en Pelota, Consejo Provincial de Deportes de San Luis
- 2000 - Venado de Plata, Asociación de Periodistas Deportivos, San Luis
- 2001 - Mejor Jugador, Máster de Venado Tuerto, Santa Fe
- 2002 - Revelación en Pelota, Diario Clarín
- 2006 - Venado de Oro, Asociación de Periodistas Deportivos, San Luis
- 2006 - Jorge Newbery
- 2007 - C.O.M.E.D.E de plata y oro, Capital Federa
- 2007 - Jorge Newbery
- 2007 - Campeón del torneo súper 8 de Capital Federal de la Categoría Superior Mejor jugador del súper 8 Profesional
- 2007 - Olimpia de Plata 2007
- 2008 - Selección Argentina en Cuba la Habana Mejor jugador, de la Copa del Mundo
- 2008 - Campeón del torneo súper 8 de Capital Federal de la Categoría Superior Mejor jugador del súper 8 Profesional
- 2009 - Mejor Jugador del Año en la Ciudad de Venado Tuerto. - Otorgado por el Circulo de Periodista Deportivos
- 2009 - Nº 1 del Ranking Mundial en Pelota Vasca. (Pelota Argentina.com)
- 2009 - Olimpia de Plata 2009
- 2010 - Mejor jugador de la Década en Pelota Paleta. - PREMIOS KONEX[1]
- 2011 - Olimpia de Plata 2011
- 2014 - Mejor Jugador Cuero Trinquete – Provincia de San Luis.
- 2016 - Mejor Jugador del Master de Maestros. Trinquete - Benito Juárez, Buenos Aires
- 2018 - Mejor jugador individual Campeonato Argentino. Trinquete - Firmat, Santa Fe